# Jon Carter
Pour les articles homonymes, voir Carter.
Jon Carter (né en 1970 dans l'Essex, en Angleterre) est un disc jockey et claviériste britannique de musique électronique, actif entre 1992 et 2004. Il se fait d'abord connaître dans les années 1990 en tant que DJ de big beat, mais au fur et à mesure de sa carrière, ses productions et ses mixsets commencent à intégrer une variété de styles musicaux. À partir de 2004, il commence à réduire ses activités de DJ en raison d'acouphènes, tout en entamant une seconde carrière en tant qu'homme d'affaires, cofondant une société qui gère une chaîne de pubs de musique live à Londres.

## Biographie

### Carrière musicale
Carter commence sa carrière musicale en jouant dans des groupes lorsqu'il était à l'université de Southampton. Après avoir abandonné ses études, il retourne à Londres et commence à apprendre l'ingénierie-son en studio. Il finit par travailler dans les studios No U-Turn qui, à l'époque, sont impliqués dans la scène jungle naissante du début des années 1990. Pendant son temps libre, Carter commence à composer ses propres morceaux, ce qui attire l'attention de Mark Jones, fondateur du label Wall of Sound. Carter est finalement signé par Wall of Sound et sort son premier album The Dollar sous le nom d'Artery.
À peu près à la même époque, Carter est l'un des DJ réguliers du Heavenly Social, un club du dimanche soir situé dans le pub Albany sur Great Portland Street, dans le centre de Londres. Aux côtés des autres DJ habituels, les Chemical Brothers, Fatboy Slim et Richard Fearless de Death in Vegas, cette soirée joue un rôle déterminant dans le développement de la forme de la dance connue sous le nom de big beat, avec son mélange de rock, de hip-hop et de breakbeat, ainsi que de danse.
En 1995, Carter quitte Wall of Sound et signe avec Heavenly Records pour produire de la musique dub et dancehall sous le nom de Monkey Mafia. Le projet s'est transformé en un groupe complet donnant des concerts, et un album, Shoot the Boss, est paru en 1998. À cette époque, il est également sollicité pour produire des albums mixés et remixer des chansons de groupes aussi divers que U2, Manic Street Preachers et les Beach Boys. À la fin des années 1990, il obtient des résidences de DJ dans plusieurs boîtes de nuit du Royaume-Uni et se produit régulièrement à l'étranger. En 1999, Carter retourne chez Wall of Sound et sa nouvelle filiale Nu Camp pour sortir Women Beat Their Men, un disque de house sous le nouveau pseudonyme de Junior Cartier.
Un grave problème d'acouphènes réduit son activité de DJ et met un terme à ses productions de disques pendant quelques années, mais en 2008, Carter revient, d'abord avec une autre collaboration ponctuelle avec Tim Sheridan, puis avec The Rabbit avec Stretch Silvester de Stretch and Vern, le premier single d'une série prévue de collaborations avec d'autres DJ sous le nom de Gentleman's Agreement. Il fait également équipe avec le DJ Alex Blanco, né à Liverpool et basé à New York, sous le nom de Roosevelt Hig. En 2009, il devient membre des Rizla Invisible Players, un collectif de musiciens et d'artistes en constante évolution. Outre Carter, l'équipe de 2009 comprenait Jazzie B, Micachu, Gruff Rhys et David Shrigley et s'est produite dans un certain nombre de festivals au Royaume-Uni cette année-là, notamment RockNess, Lovebox, The Big Chill et Bestival.

### Entreprises
La première incursion de Carter dans le monde des affaires a lieu en 1998, lorsqu'il devient copropriétaire du pub The Lock Tavern à Camden, Londres. En 2004, il cofonde 580 Limited, une société possédant plusieurs pubs de musique live, d'abord à travers le Royaume-Uni, puis uniquement à Londres. Dans le cadre de cette société, Carter participe à la mise en place de la tente Lock Tavern au Glastonbury Festival entre 2003 et 2010, et d'une arène Lock Tavern au festival Field Day en 2010. L'entreprise a également participé au Beacons Festival qui a lieu chaque année près de Skipton, dans le Yorkshire du Nord. En octobre 2014, les quatre pubs de la chaîne 580 Limited ont été vendus au brasseur Young's.

### Vie personnelle
Carter épouse Sara Cox, mannequin devenue DJ et présentatrice, en octobre 2001. Leur fille Lola Anne naît le 13 juin 2004. En décembre 2005, le couple se sépare, puis divorce l'année suivante. Il a depuis épousé sa seconde femme, Nina. Carter a également un fils issu d'une précédente relation. 